# Georg von Guggenberger (Jurist)

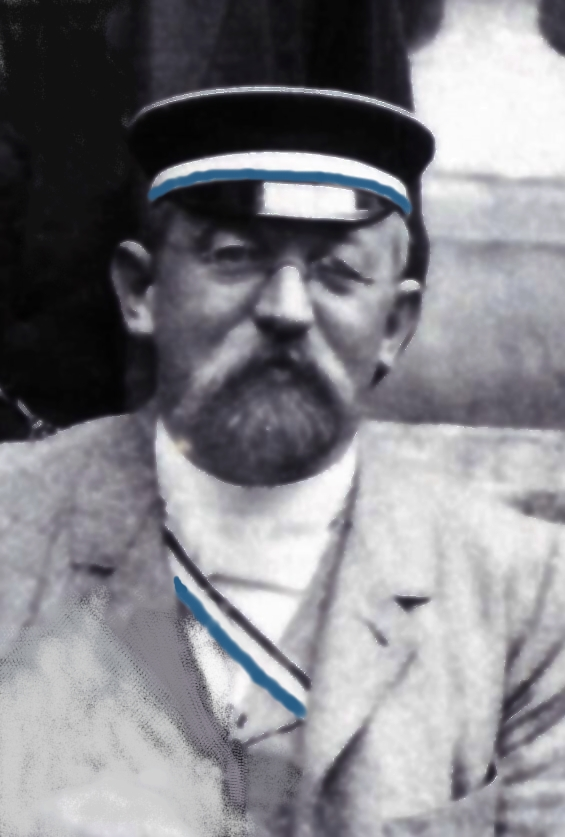
Georg von Guggenberger

Georg von Guggenberger (* 17. Mai 1851 in München; † 25. Oktober 1920 in Kriegshaber, Bayerisch-Schwaben) war ein deutscher Richter in Bayern.

## Leben
An der Ludwig-Maximilians-Universität zunächst für Philologie immatrikuliert, wurde Guggenberger am 16. Oktober 1869 Fuchs beim Corps Suevia München. Als Student der Rechtswissenschaft wurde er am 14. Juli 1870  recipiert. Nach dem Vorbereitungsdienst und dem Staatskonkurs war er Rechtsanwalt. Am 1. Februar 1880 kam er als III. Staatsanwalt nach Straubing, wo er am 1. September 1881 Amtsrichter wurde. Er war II. Staatsanwalt in Würzburg (1887) und ab 1. Januar 1888 in Augsburg, später I. Staatsanwalt in Passau. 
Am 1. Dezember 1898 wurde er Oberamtsrichter in Augsburg, später (nach Übertragung der allgemeinen Dienstaufsicht) mit Titel, Rang, Gehalt und Rechten eines Oberlandesgerichtsrats. Am 15. Juni 1907 kam er als Präsident an das Landgericht Fürth (Franken) und gut ein Jahr später, am 1. August 1908, an das Landgericht Nürnberg. Seit dem 1. Mai 1915 Präsident des Oberlandesgerichts Nürnberg, erhielt er am 18. Dezember 1917 das Prädikat Exzellenz. Auf eigenes Ersuchen am 1. Mai 1919 in den Ruhestand verabschiedet, zog er von Nürnberg nach Augsburg.